# Micrasema scotti
Micrasema scotti is een schietmot uit de familie Brachycentridae. De soort komt voor in het Nearctisch gebied.